# Drain You
«Drain You» es una canción de la banda de grunge estadounidense Nirvana, escrita por el vocalista y líder de la banda Kurt Cobain. Es la octava canción del álbum Nevermind . También fue lanzado como lado B en las ediciones del Reino Unido del sencillo de mayor éxito de la banda, «Smells Like Teen Spirit». Una versión en directo grabada en 1991 apareció en el álbum en vivo From the Muddy Banks of the Wishkah en 1996 y fue lanzada como sencillo promocional.
La canción está disponible en el repertorio del videojuego Rock Band 2.

## Significado
La letra parece ser sobre relaciones parasíticas, específicamente, sobre la relación del cantante y guitarrista Kurt Cobain con Tobi Vail de Bikini Kill. En Nevermind, esta canción era considerada por Cobain tan buena o incluso mejor que «Smells Like Teen Spirit» y además en entrevistas decía que era la única canción que disfrutaba tocando en vivo. Además es una de las primeras canciones que la banda tocaba en la mayoría de sus conciertos.

## Grabación
De acuerdo al productor de Nevermind, Butch Vig, en el DVD Classic Albums: Nevermind, «Drain You» era la canción que más usaba la grabación de varias pistas para grabar la guitarra en el álbum: una pista limpia y cinco pistas distorsionadas. Cobain tendía al disgusto de este método de grabación, y Vig tenía que decirle mentiras a Cobain, como que las pistas no se grababan bien o estaban mal afinadas, para tratar de hacerle grabar más pistas. Varios de los extraños ruidos durante el puente de la canción son causados por varios de los juguetes de niños que Cobain llevó al estudio.

## Afinación
En la versión de Nevermind, Cobain y el bajista Krist Novoselic afinaron sus instrumentos un tono por debajo (D). Sin embargo, en conciertos «Drain You» era tocada en la afinación que la banda estuviera usando durante el tiempo — generalmente afinación normal en conciertos de 1991 (antes del tour de 1992 por el Pacífico para la promoción de Nevermind) y un traste por debajo en conciertos posteriores. El verso de la canción está basada en una progresión de acordes normal de cuatro power chords: B5, D#5, G#5, C#5; el riff (F#5)- E5 -C#5 para los coros; y un cierre de los coros de B5, A5, G#5.

## Otras versiones
- Una versión en vivo aparece como un lado B en el sencillo de «Come as You Are», en  1992.
- Una versión en vivo aparece en el VHS de 1994 Live! Tonight! Sold Out!!
- Una versión en vivo aparece en el álbum de 1996 From the Muddy Banks of the Wishkah, del cual sencillos promocionales fueron lanzados para rotación radial en Estados Unidos.
- Una versión en vivo de un programa de la televisión Francesa en 1994 y una demo grabada a principios de 1991 aparecen en la recopilación de rarezas Outcesticide. la presentación que el grupo realizó para la televisión francesa aparece como bonus track en el álbum en vivo Live and Loud lanzado en 2013, mientras que la demo apareció oficialmente en el box set de 2004 With the Lights Out.

## Personal
- Kurt Cobain : Guitarra y voz principal.
- Krist Novoselic : Bajo.
- Dave Grohl : Batería y coros.